# Линкълн (Небраска)
Вижте пояснителната страница за други значения на Линкълн.
Линкълн (на английски: Lincoln) е град и столица на щата Небраска в САЩ. Линкълн е с население от 258 379 жители (2010) и обща площ от 195,20 км² (75,40 мили²). Линкълн е окръжен център на окръг Ланкастър. Линкълн е основан през 1856 г. под името село Ланкастър.

## География
Разположен е в югоизточната част на Небраска в хълмиста местност. Стои на границата между континенталния и полупустинния климат със суха и студена зима и горещи лета.

## Личности
Родени в Линкълн
- Джеймс Валънтайн (р. 1978), музикант
- Брандън Сандерсън (р. 1975), писател
- Хилари Суонк (р. 1974), актриса
- Дик Чейни (р. 1941), политик